# Юзефослав
Юзефослав (пол. Józefosław) – село в Польше, расположено в Мазовецком воеводстве, в Пясечинском повяте, в гмине Пясечно, на южной границе Кабацкого леса, 15 км от центра Варшавы, в непосредственной близости от места катастрофы самолетa Ил 62. В сентябре 2021 года население составляло 10 707 человек.
Как одноимённое солецтво входит в состав гмины Пясечно Пясечинского повята.

## Население
| 2007 | 2012 | 2013 | 2014 | 2015 | 2016 | 2017 | 2018 | 2019  | 2020  |
| ---- | ---- | ---- | ---- | ---- | ---- | ---- | ---- | ----- | ----- |
| 4000 | 6788 | 7371 | 7902 | 8283 | 8659 | 9005 | 9404 | 10127 | 10481 |

## История

### Прусский раздел
В результате третьего раздела Польши в 1795 году Пясечно и oкружающие земли оказались в границах прусского раздела, в провинции Южная Пруссия со столицей в Варшаве. Земли бывшего Пясечного старосты, ранее принадлежавшие польскому королю, перешли в собственность прусского короля, а неосвоенные земли были включены в действие колонизации. Прусские власти при заселении местности руководствовались германизацией и экономическими соображениями. На территорию нынешнего Юзефослава пришли семьи из юго-западного немецкого рейха (герцогства Вюртемберг).

### Наполеоновская эпоха
До декабря 1806 г., к моменту вступления на эти территории наполеоновской армии, в Южной Пруссии было расселено 6000 человек. Однако районы, где расположено село, сохранили польскую колоритность. В 1807 году село и ее окрестности вошли в состав Варшавского герцогства.

### Царство Польское
В связи с ликвидацией герцогства во время венского конгресса село стало частой Королевства Польского. В 1820 году правительство губернаторства изменило немецкие названия колоний на польские. С тех пор название Юзефослав использовалось вместе с немецким Крапенест (Krapenest). До 1867 года Юзефослав принадлежал к гмине Лешновола. В 1867–1952 годах он находился в пределах гмины Ново-Ивична с резиденцией войта в Старой Ивичне.

### 1914–1944
С началом первой мировой войны, в 1914 году, Российская империя издала указ, на основании которого евангелическая часть населения была переселена на восток России. В результате войны село и его окрестности оказались на территориях, оккупированных немецкой армией. После восстановления независимости Польши деревня была включена в состав Второй Польской Республики. Во время сентябрьской кампании Юзефослав был захвачен армией Третьего рейха. В 1944 году, из-за прихода советских войск, большинство немецких семей были эвакуированы на территорию Германии.

### После 1945
1 июля 1952 г. гмина Ново-Ивична была упразднена, а Юзефослав вошел в состав гмины Езёрна. После ликвидации гмин в Польше в начале 1955 года принадлежал громаде Хылицэ. После упразднения громад в 1972 году село принадлежит гмине Пясечно. В 1975—1998 относилось к Варшавскому столичному воеводству. До начала девяностых село было в основном сельскохозяйственным – преобладали фермы и пашни. В последние годы здесь строится все больше односемейных и многоквартирных домов.
В Юзефославе находится приход св. Юзефа Опкуна Праци (parafia św. Józefa Opiekuna Pracy), известный, в частности, своим активным спортивным служением для детей. В приходе также проводятся многочисленные культурные мероприятия такие, как ежегодный международный фестиваль «Musica Classica». Организация - oбщество любителей классической музыки «Con Fuoco».